# سیارک ۳۴۰۰
سیارک ۳۴۰۰ (به انگلیسی: 3400 Aotearoa، نامگذاری:1981GX) سه هزار و چهارصدمین سیارک کشف شده‌است که در ۲ آوریل ۱۹۸۱ کشف شد.
قدر مطلق سیارک برابر ۱۴٫۱۰ است.